# Six petites pièces

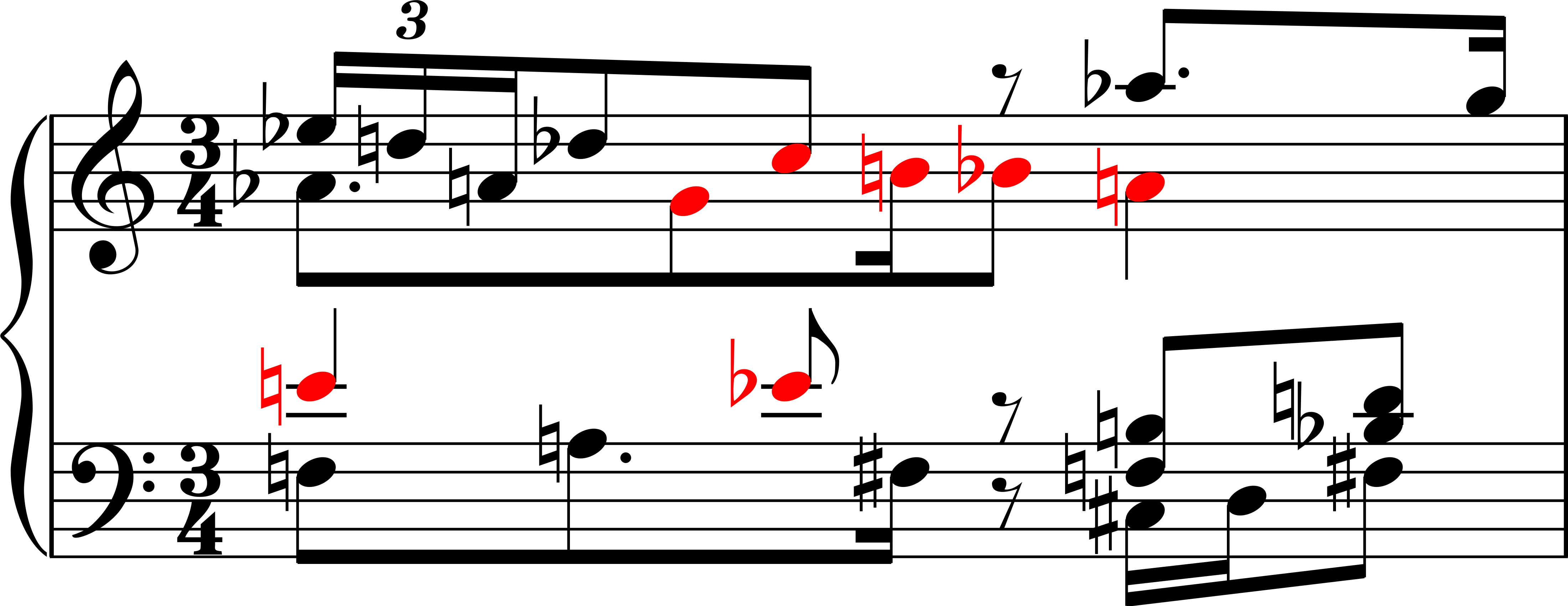
6 petit piece

Les Six petites pièces pour piano opus 19 sont un recueil pianistique d'Arnold Schönberg. Composées en 1911, elles représentent par leur style dépouillé et concentré une réaction contre la grande forme instrumentale.

## Structure
1. Leicht, zart (léger, délicat)
2. Langsam (lent)
3. Sehr langsam (très lent)
4. Rasch, aber leicht (rapide mais léger)
5. Etwas rasch (assez rapide)
6. Sehr langsam (très lent)

## Source
- François-René Tranchefort Guide de la musique de piano et clavecin, éd.Fayard 1990, p.651

## Discographie sélective
- Maurizio Pollini, Intégrale des pièces pour piano de Schönberg, DG